# Zločiny Německa za druhé světové války

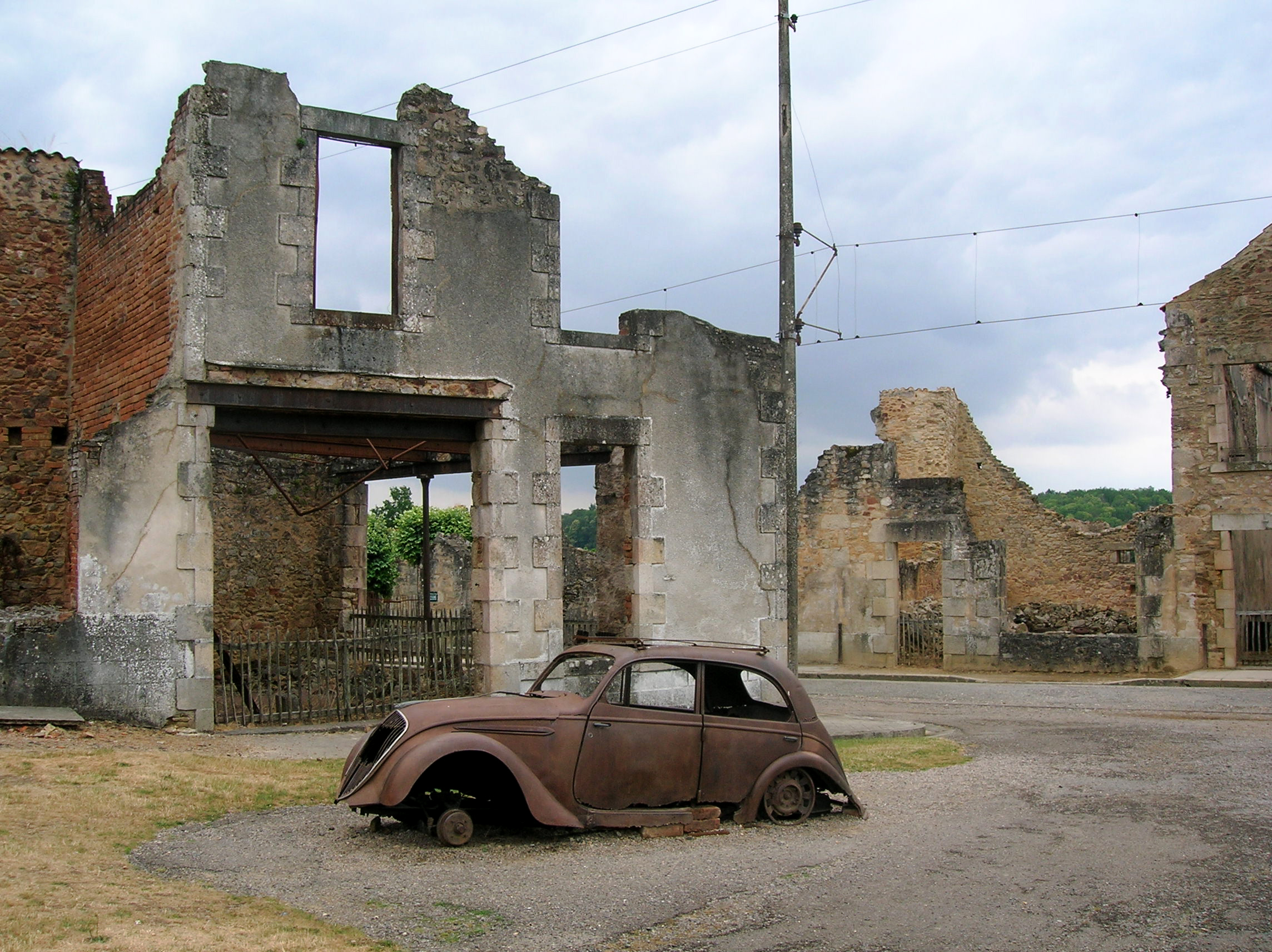
Vyhořelé budovy a vozy tak jak je opustila divize SS Das Reich v Oradour-sur-Glane

Představitelé Německa spáchali během druhé světové války rozsáhlé zločiny, které zahrnovaly zločiny proti míru, válečné zločiny a zločiny proti lidskosti na civilním obyvatelstvu včetně holokaustu. Tyto zločiny byly po druhé světové válce souzeny Mezinárodním vojenský tribunálem v Norimberku (viz norimberský proces) a řadě dalších poválečných soudů s válečnými zločinci.

## Zločiny proti míru
Nacistické Německo spáchalo řadu agresí a útočných válek, čímž porušilo Briandův–Kelloggův pakt a řadu dalších mezinárodních smluv a právních závazků.
Německo anšlusem provedlo první akt agrese, následovaným německou okupací zbytku Československa. Napadením Polska spáchalo Německo útočnou válku. Následovalo porušení neutrality Dánska a Norska, jakož i Belgie a Nizozemska. Další obětí útočných válek byla také Jugoslávie a Řecko. Napadení Sovětského svazu bylo porušením vzájemné smlouvy o neútočení. Druhá světová válka byla nejkrvavějším konfliktem v historii lidstva a jen v Evropě způsobila smrt více než 40 milionů lidí, včetně 26,6 miliónu sovětských občanů.

## Zločiny proti lidskosti

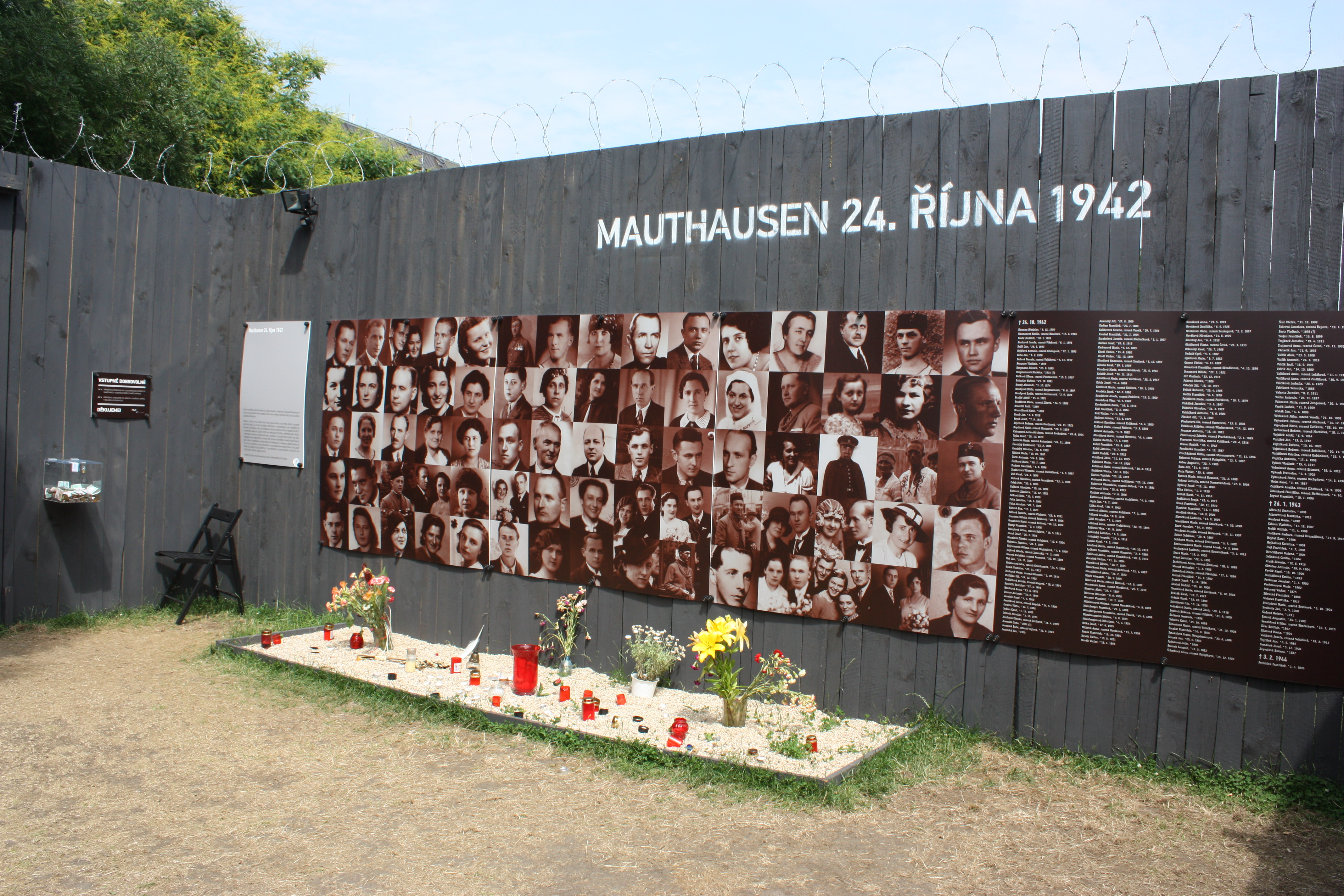
Příbuzní Jana Kubiše a Josefa Valčíka a jejich spolupracovníci hromadně popravení 24. října 1942 v Mauthausenu

Když se v roce 1933 dostal v Německu k moci Adolf Hitler, nastoupila ideologie, která se zakládala na teorii nacismu a fašismu. Uvedená ideologie mimo jiné hlásala teorii nadřazenosti árijské rasy, teorii německého nadčlověka, a zároveň se stavěla vůči všemu neněmeckému. Tato rasová teorie byla zaměřena vůči „méněcenným rasám“, a to zejména proti:
- Židům – antisemitismus
- Slovanům – antislavismus
- Cikánům – anticikanismus

### Holokaust

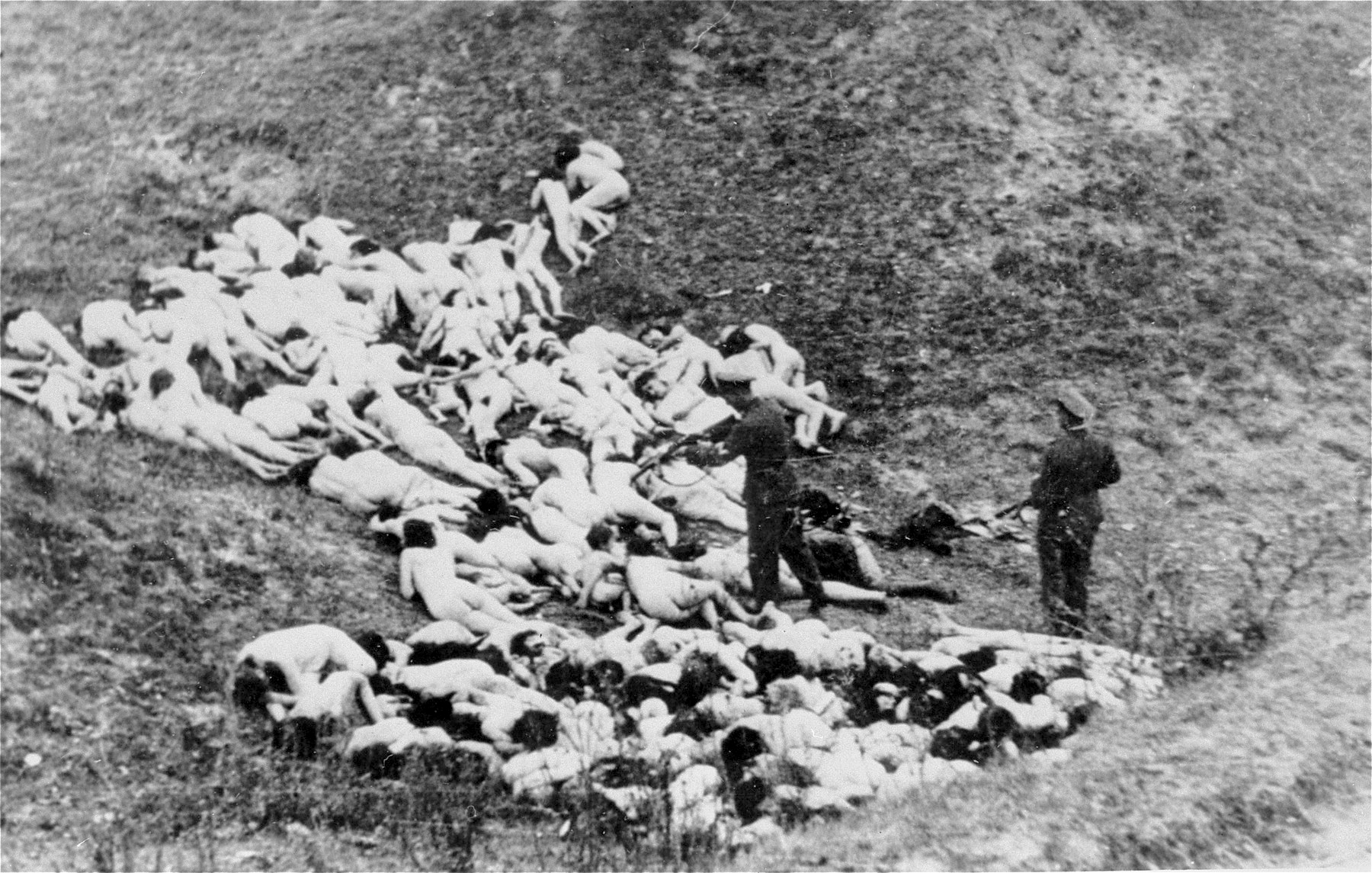
Příslušníci Einsatzgruppen a Ordnungspolizei vraždí židovské ženy při likvidaci ghetta v Mizoči v roce 1942

Holokaust představuje genocidu, cílený záměr zcela zničit židovský národ. Židé byli vražděni nejen v koncentračních táborech, ale zejména na území Sovětského svazu byli i hromadně popravováni. Mezi nejznámější událost patří masakr v Babím Jaru, kde zvláštní jednotky SS (Einsatzgruppen) ve dnech 29. a 30. září 1941 postřílely přes 33 tisíc kyjevských Židů. Celkem zde bylo povražděno a v masových hrobech zahrabáno 100 tisíc (dle některých zdrojů 200 tisíc) sovětských občanů.

### Koncentrační a vyhlazovací tábory

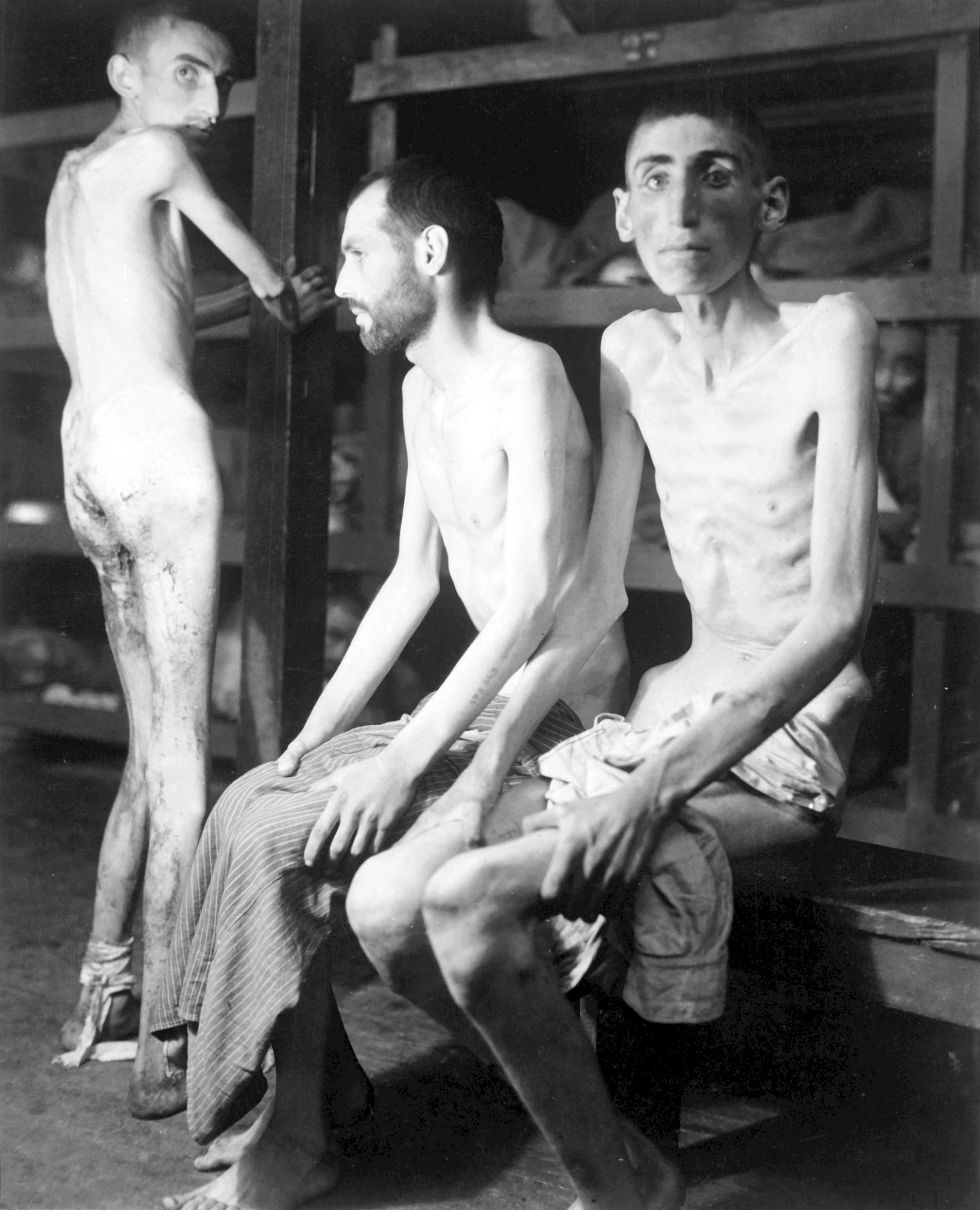
V koncentračních táborech byli likvidováni nejen Židé, ale i Rusové, Poláci a příslušníci jiných „méněcenných“ národů

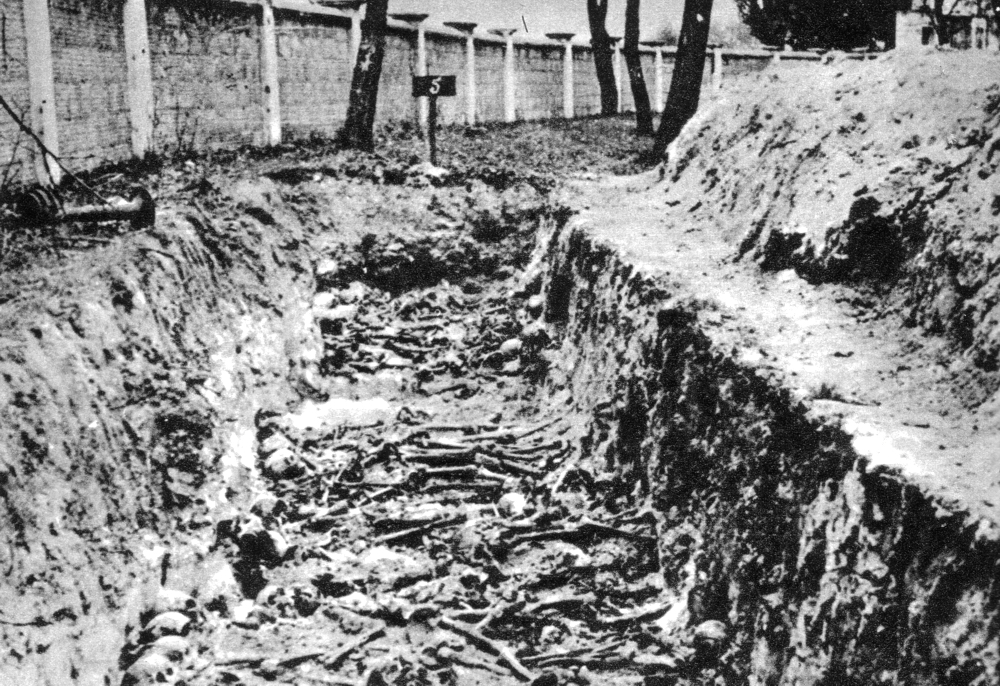
Odkrytý masový hrob sovětských válečných zajatců

Další součástí nacistické ideologie byla nenávist vůči demokratům, hlásající svobodnou společnost, komunistům, sociálním demokratům či homosexuálům. Politika teroru vůči těmto skupinám byl uplatňována v Německu již od třicátých let, ovšem po vypuknutí druhé světové války se rozšířil i do porobených států.
- Zločiny proti lidskosti vůči Romům – Romové patřili společně s Židy do „1. kategorie“ podlidí, se kterými se měla Třetí říše bez milosti vypořádat. Romové byli soustřeďováni do zvláštních romských pracovních táborů, odkud byli k likvidaci převáženi do koncentračních táborů.
- Zločiny proti lidskosti vůči slovanskému obyvatelstvu – na teror vůči Slovanům doplatily téměř všechny slovanské národy, ovšem nejvýrazněji obyvatelé Sovětského svazu, ale také Jugoslávie a Polska. K tomu byly vytvořeny jednotky SS „Einsatzgruppen“ – jejímž úkolem bylo „očistit“ okupovaná území od Židů a Slovanů. Nacisté používali drastických metod nejen vůči zajatým sovětským vojákům, ale zejména vůči civilnímu obyvatelstvu. Lidé byli vražděni v represáliích, případně v době, kdy byly zřejmé neúspěchy německé armády. Německá armáda a zejména oddíly SS používali civilistů jako cvičných cílů při střelbách, docházelo k hromadným popravám, k upalování rolníků, pohřbívání lidí zaživa, znásilňování žen a jejich zneužívání k nucené prostituci, masovému zabíjení lidí v partyzánských oblastech, vypalování měst a vesnic.[8] Jestliže v některých oblastech Sovětského svazu lidé vítali v roce 1941 Němce jako osvoboditele od stalinismu, po získání negativních zkušeností s německou armádou a v souvislosti s rozpoutaným terorem se mínění obrátilo a velké množství z nich začalo bojovat v partyzánských oddílech, či tyto oddíly podporovalo.

### Ostatní zločiny

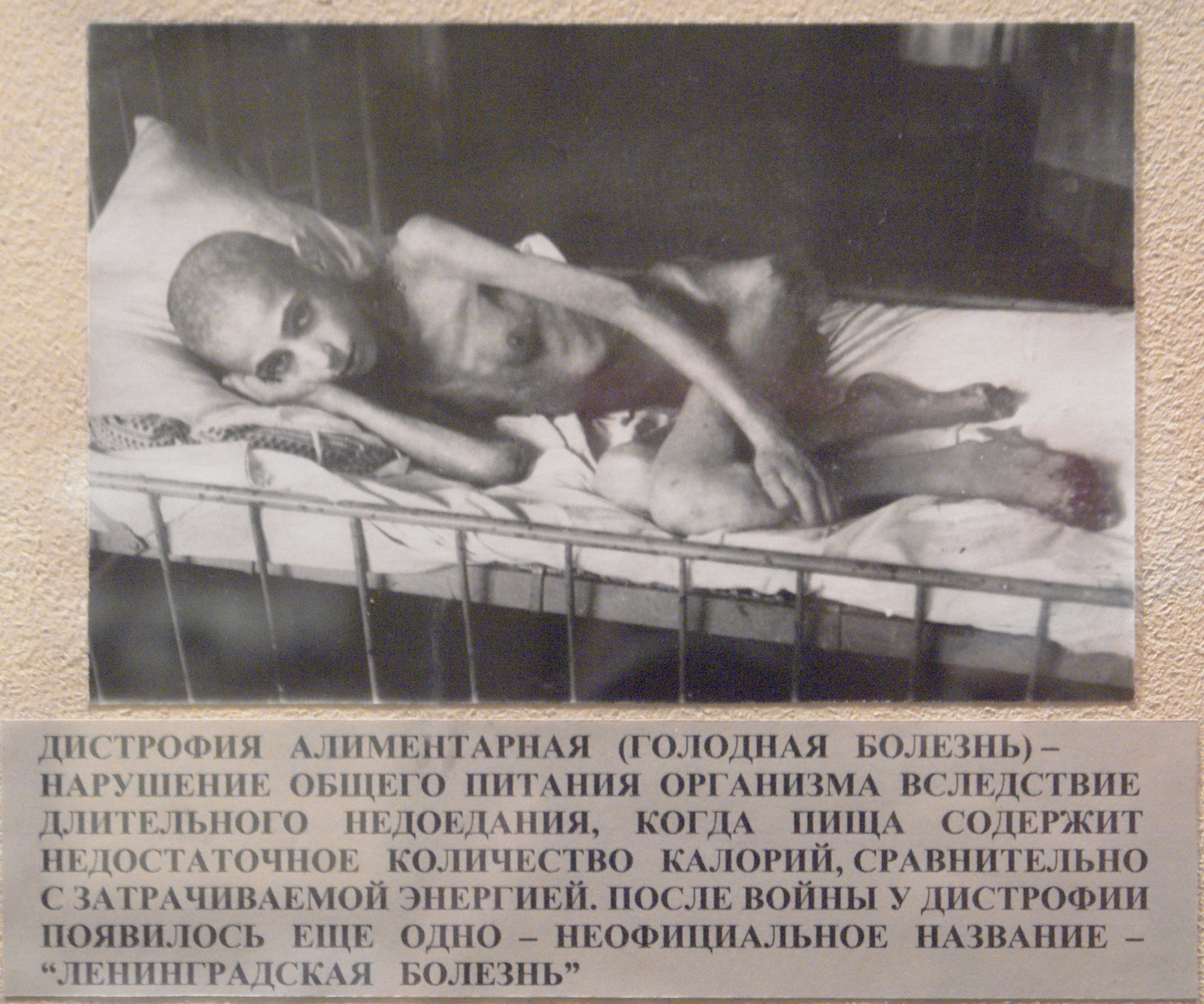
Při německém obležení Leningradu zahynulo kolem jednoho milionu civilistů

- Válečné zločiny a zločiny proti lidskosti vůči porobeným národům obecně – Nacistické Německo používalo teroru nejen proti všem formám odporu (odboj, partyzánská válka, sabotáže), ale i vůči nepřátelským ideologiím. Po porobení jednotlivých států byli nejprve likvidováni komunisté, Židé a Romové. Následovali představitelé sociálních demokratů a elita jednotlivých národů, která se dokázala postavit vůči nacismu. Tito lidé byli likvidování přímo jednak na popravištích v jednotlivých zemích, jednak byli posíláni do koncentračních táborů. Jednou z nejstrašnějších forem utrpení byly nucené práce v objektech, kde vlivem nedostatečné stravy, nadměrného pracovního vytížení a nevyhovujících hygienických podmínek docházelo k drastickému počtu úmrtí. V těchto případech bylo úmrtí plánovanou složkou pracovní činnosti těchto novodobých otroků. Například při pracích na výstavbu německých podzemních továren, kde pracovali zajatci (zejména ze slovanských zemí, zajatci Rudé armády), byla počítána průměrná životnost člověka provádějící tuto nelidskou práci jeden měsíc. Další zločinnou formou likvidace lidí byly pochody a transporty smrti, které se uskutečňovaly zejména v závěru války.
- Pokusy na lidech – byly prováděny v koncentračních táborech. Jednalo se jednak o pokusy vycházející z nacistické rasové teorie (zkoumání rozdílů mezi rasami, dědičnost, genetika, testy s dvojčaty, sterilizace „podřadných“ apod.). Dalšími pokusy bylo např. zkoumání vlivu rychlých změn tlaku na lidský organismus, pokusy s podchlazováním a opětným zahříváním lidského těla, pokusy s hojením ran (sypání různých látek do otevřených ran), pokusy s různými očkovacími látkami, pokusy s šířením různých infekčních chorob, různé amputace apod.
- Totální nasazení – další z forem zločinů Třetí říše. Původně byly práce pro německé hospodářství konány dobrovolně na základě náborů, avšak po mobilizaci dalších Němců do armády se přeměnily v nedobrovolnou práci pro Německo. Lidé z okupovaných území byli násilně odvlečeni do Německa, kde museli vykonávat práci, kterou dříve vykonávali muži, kteří odešli bojovat. Totální nasazení se týkalo jak běžných prací (průmysl, zemědělství), tak i otrockých prací, kde docházelo k vysokému počtu úmrtí. Počet lidí, odvlečených na nucené práce, se odhaduje na 13,5 miliónu. Např. jen v roce 1942 bylo do Německa násilně deportováno na práce 2 milióny lidí ze Sovětského svazu a 940 tisíc lidí z Polska. Z českých zemích bylo za celou válku totálně nasazeno kolem 640 tisíc osob.
- Popravy za méně závažné činy – například opuštění pracoviště, čtení a šíření letáků, poslouchání nepřátelského rozhlasu, zdržování se na veřejných prostranstvích mimo stanovenou dobu, prodej a koupě zboží mimo stanovený systém apod. [9][10]

## Válečné zločiny
Německo páchalo válečné zločiny jak na válečných zajatcích Sovětští váleční zajatci během druhé světové války (viz sovětští váleční zajatci během druhé světové války) a také civilním obyvatelstvu. Mezi tyto válečné zločiny patří represálie, například vyhlazení Lidic a Ležáků.

## Potrestání válečných zločinců
Zločiny spáchané Nacistickým Německem a jeho představiteli během druhé světové svým rozsahem předčily všechny předcházející konflikty.[zdroj?] Političtí představitelé vítězných spojenců proto rozhodli o potrestání spáchaných zločinů před mezinárodním vojenským tribunálem. 20. listopadu 1945 byl proto zahájen Norimberský proces s nacistickými vojenskými a politickými představiteli.